# Zisterzienserinnenabtei Oslavany

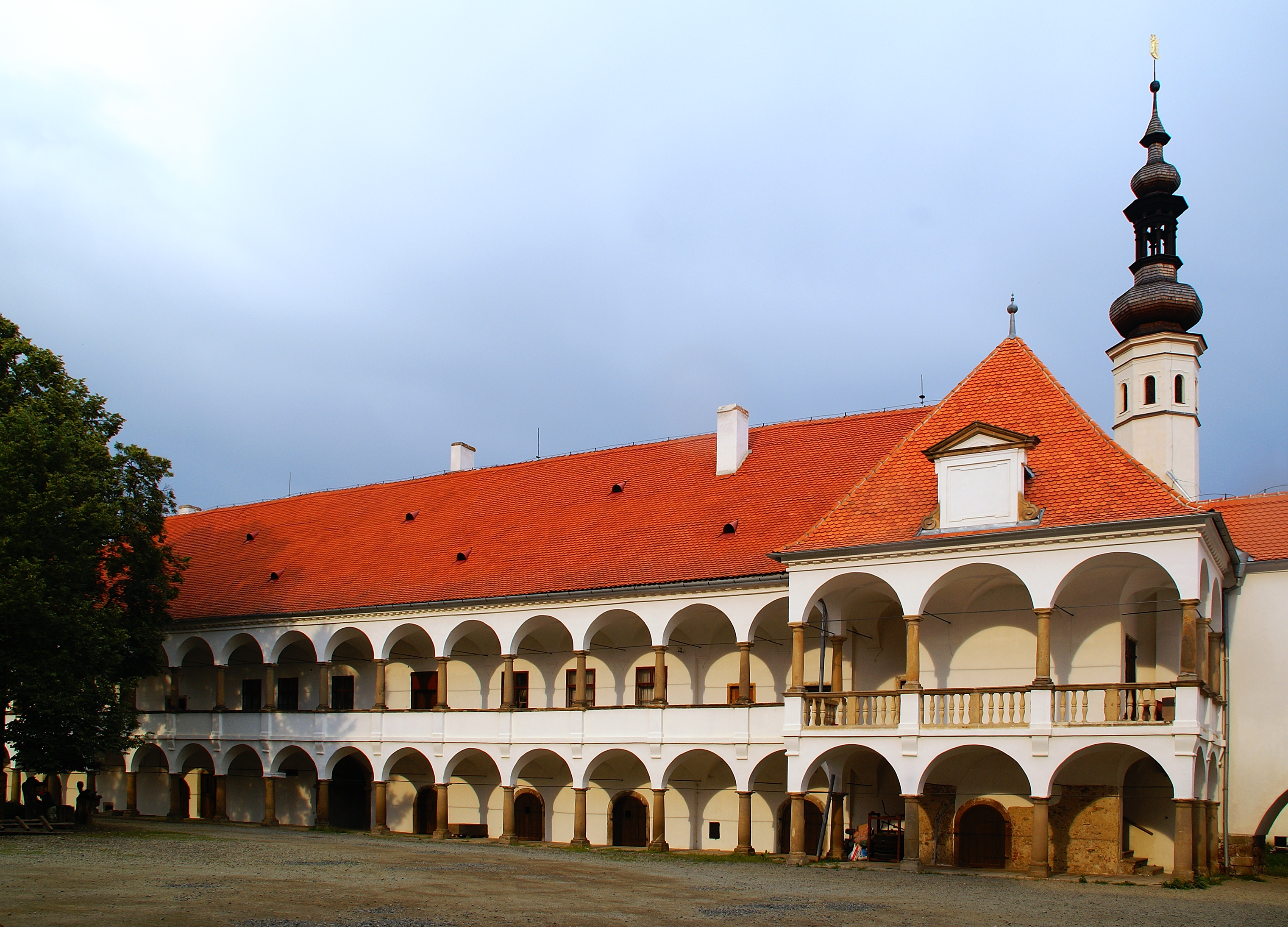
Schloss Oslavany mit der ehemaligen Klosterkirche

Die Zisterzienserinnenabtei Oslavany (auch Vallis Sanctae Mariae bzw. Marienthal) war von 1225 bis 1525 ein Kloster der Zisterzienserinnen in Oslavany in Mähren (jetzt Bezirk Brünn-Land, Tschechien).

## Geschichte
Heilwida von Znaim stiftete 1225 in Oslavany im Bistum Olmütz das erste mährische Frauenkloster „Vallis Sanctae Mariae“, das auch als „Mariental“ bezeichnet wurde. Im Jahre 1312 schenkte Isolda, die Frau des Matouš von Füllstein, dem Stift ihre Güter in Menhartice, Hluboká, Bělčovice, Uherčice, Kozojedy, Stálky, Stupešice und Křepice. Sie trat später selber in das Stift ein und wurden dessen Äbtissin.
Das schon 1443 in den Hussitenkriegen ein erstes Mal verwüstete Kloster wurde 1525 nach einem Brand aufgegeben. Die Nonnen gingen in das Kloster Maria Saal in Brünn (heute Brno). Das Klostergebäude wurde in ein Renaissance-Schloss umgebaut, das heute noch steht. Die Schlosskapelle ist ein Überrest der ehemaligen Klosterkirche.